# Spilosoma afghanistanensis
Spilosoma afghanistanensis là một loài bướm đêm thuộc phân họ Arctiinae, họ Erebidae.